# Сражение при Андросе (1790)
Сраже́ние при Андро́се или сраже́ние при Кафире́фсе — морское сражение между судами Греческой флотилии ВМФ Российской империи под командованием Ламброса Кацониса и Османским флотом из турецких кораблей под командованием Мустафы-паши и алжирских шебек под командованием Саид-Али-паши, произошедшее с 6 (17) по 7 (18) мая 1790 года в проливе Кафирефс во время русско-турецкой войны 1787—1791 годов.
В апреле 1790 года по приказу султана Селима III османская эскадра из 19 кораблей под командованием Мустафы-паши отплыла из Дарданелл навстречу Кацонису, находившемуся на острове Кея, с целью уничтожить его. Узнав об этом, Кацонис со своей флотилией из 7—9 судов также направился к ней, но из-за встречного ветра задержался и 6 (17) мая попал в засаду турецких кораблей в проливе Кафирефс. На следующий день к туркам присоединились 11—13 алжирских шебек под командованием Саид-Али-паши. Сражение завершилось громкой победой османов, поскольку из-за тяжёлых потерь флотилия Кацониса прекратила своё существование как оперативная единица, и греки были вынуждены отступить к венецианскому острову Китира. С другой стороны, османы также понесли тяжёлые потери, и вскоре Кацонис создал новую флотилию, оставаясь активным до конца войны.

## Предыстория

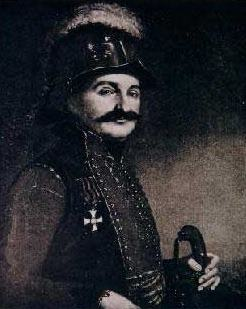
Ламброс Кацонис на портрете работы австрийского художника И. Б. Лампи Старшего (1798)

Ламброс Кацонис участвовал в Пелопоннесском восстании 1770 года против Османской империи во время русско-турецкой войны 1768—1774 годов, а затем поступил на службу Российской империи при императрице Екатерине II, дослужившись до звания майора. После начала новой русско-турецкой войны весной 1789 года он отправился в Триест и набрал греческие экипажи и корабли, сформировав собственную флотилию для управления османским судоходством в Ионическом и Эгейском морях. По прибытии в Эгейское море летом 1789 года Кацонис захватил остров Кея в качестве военной базы, разместил на нём гарнизон и укрепил его. Оттуда Кацонис руководил многочисленными набегами на османское судоходство в северной части Эгейского моря (от Халкидик до Дарданелл) и даже участвовал в блокаде Дарданелльского пролива. Он был агрессивным полководцем и всякий раз, когда представлялась возможность, без колебаний вступал в конфронтацию с Османским флотом; в июне он разгромил 14 турецких кораблей в проливе между островами Сирос и Миконос, а в следующем месяце одержал ещё одну победу в сражении в проливе между островами Сирос и Дилос. За его подвиги Екатерина II 13 (24) июля 1789 года наградила его чином подполковника.
Кацонис время от времени сотрудничал с другой Российской флотилией, финансируемой пятью государствами и состоящей из четырёх греческих каперских судов под командованием мальтийского капитана Гульельмо Лоренцо, также действовавшей в Эгейском море. Попытка Лоренцо подчинить Кацониса своему командованию была решительно отвергнута последним, настаивавшим на независимости своего командования, и возможность объединения двух флотилий для большего эффекта была потеряна. Вскоре отношения между ними ухудшились до такой степени, что Кацонис запретил островитянам помогать флотилии Лоренцо, в то время как многие члены экипажа последнего перешли на сторону Кацониса, соблазнённые более высокой зарплатой, которую он давал своим людям. С другой стороны, как отмечает российский историк Юрий Пряхин, флотилия Кацониса была гораздо более боеспособной, чем квалифицированной, и что сам Кацонис, как грек, имел гораздо более широкую привлекательность среди греческого населения Эгейского моря, которое  считал его героем. Лоренцо же, несмотря на то, что собрал большую флотилию из 36 судов, уже в августе покинул Эгейское море и вернулся на Сицилию, отказавшись продолжать операции против османов как слишком рискованные. Кацонис продолжил свою успешную деятельность, разгромив объединённые турецко-алжирские корабли у острова Елены (совр. Макронисос) 25 июля (4 августа), и в конце концов Османская Порта решила подкупить его, предложив ему через драгомана Александра Маврогенеса полное помилование, право поселиться со своими последователями на любом острове, наследственное правление над ним и 200 тыс. золотых монет, но тот ответил отказом.

## Накануне сражения

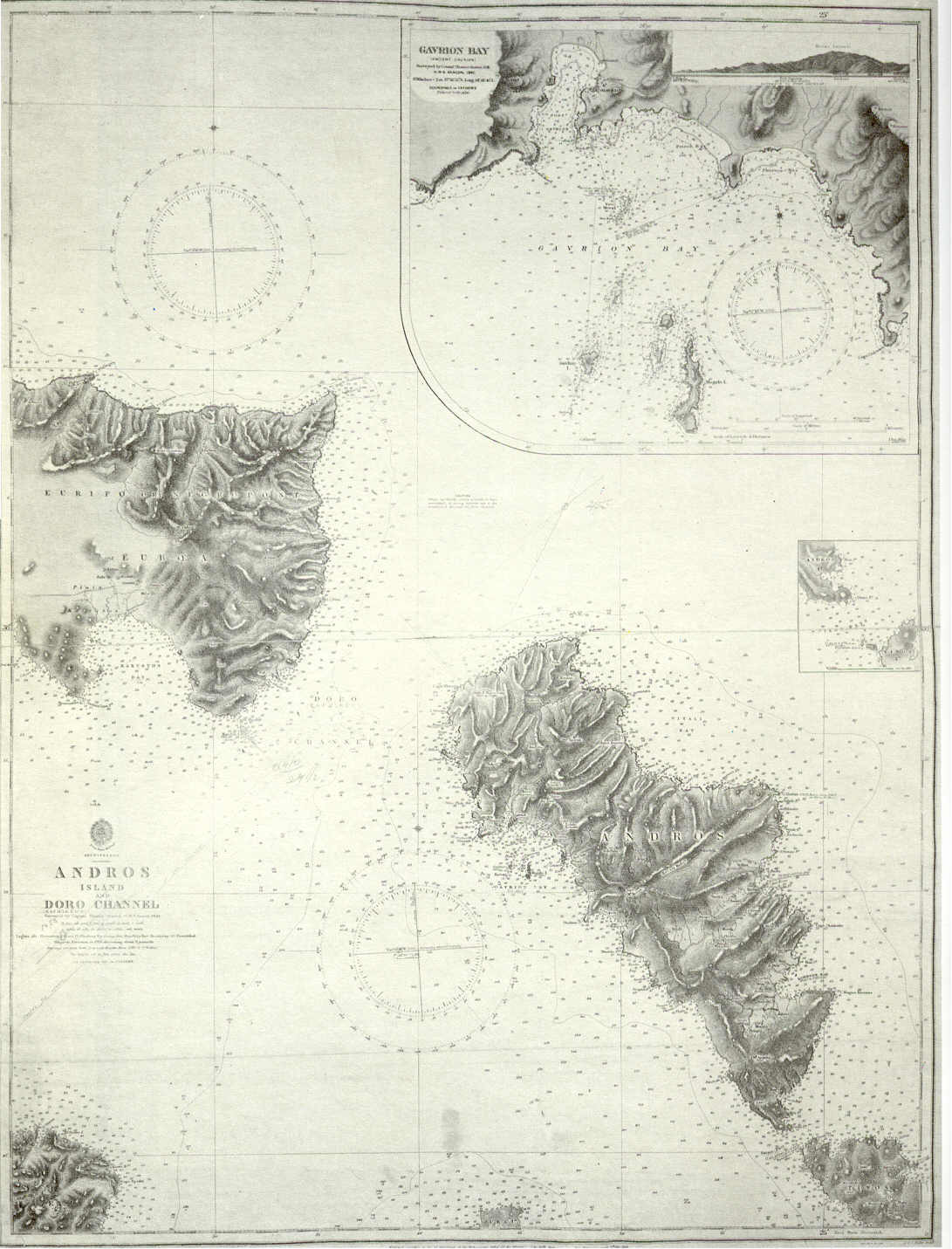
Пролив Кафирефс между одноимённым мысом на острове Эвбея (слева) и островом Андрос (справа) на карте 1844 года

В сентябре 1789 года Кацонис со своей флотилией отправился на Ионические острова, находившиеся под властью Венецианской республики, для ремонта и пополнения запасов своих судов. Во время его отсутствия в конце августа османский флот прибыл на остров Кея и разграбил его. Оставшиеся люди были убиты, а возведённые сооружения сровнены с землёй. Ранней весной 1790 года, отремонтировав свои суда, Кацонис с флотилией из 9 судов вернулся в Эгейское море. Взяв на борт клефта по имени Андреас Андруцос и его 800 человек, он совершил набег на турецкие корабли в Эгейском море, продвигаясь к Тенедосу в надежде противостоять османскому флоту. 4 (15) апреля они прибыли на Кею, где восстановили укрепления и разместили новый гарнизон.
Там он получил известие о том, что османская эскадра из 19 кораблей под командованием Мустафы-паши, включая фрегаты и линейные корабли, отплыла из Дарданелл с чётким приказом нового османского султана Селима III выследить и уничтожить его. Кацонис поплыл ему навстречу, но встречный ветер задержал его продвижение, и 6 (17) мая его флотилия попала в засаду османской эскадры в проливе Кафирефс. Источники по-разному сообщают, что у Кацониса было 7 или 9 судов; греческий биограф Кацониса П. Магиакос в своём труде 1930 года объясняет несоответствие тем, что 2 из первоначально 9 судов не смогли участвовать в бою из-за встречного ветра.

## Ход сражения
Сражение между двумя флотами началось около полудня 6 (17) мая. Первоначально бой шёл в пользу греков, но ночью ветер утих, из-за чего суда Кацониса больше не могли нормально маневрировать. Рано утром следующего дня на помощь османам подошла алжирская эскадра (11 кораблей по данным Пряхина, 12 по данным Магиакоса и 13 согласно письму одного из членов экипажа Кацониса) 32-пушечных и 36-пушечных шебек под командованием Саид-Али-паши. Как отмечает Магиакос, их призвал на помощь двоюродный брат одного из офицеров Кацониса — специот по имени Анаргирос Хацианаргирос, который затем в награду был назначен османами бием острова Спеце.
Греческая флотилия теперь оказалась в критическом положении: её атаковали с двух сторон более 30 гораздо более тяжёлых кораблей. Поскольку у греков стали заканчиваться боеприпасы, они снизили скорострельность. Суда Кацониса теперь подверглись испепеляющему огню, их надстройки были изрешечены дырами, многие офицеры погибли, а их противники двинулись на абордаж их судов, чтобы взять их штурмом. 24-пушечный греческий бриг «Мария» под командованием Пасхалиса Касимиса был таранен и взят на абордаж. Было уничтожено 4 судна, одно из которых, которым командовал Димитрис Алексопулос, было взорвано капитаном, чтобы не попасть в плен. Судну «Ахиллес», несмотря на серьёзные повреждения, удалось уйти без сопротивления. Флагманское судно Кацониса «Минерва Севера» было взято на абордаж, но сумело отбить атаку. Однако к наступлению темноты в живых остались только 60 из 295 членов его экипажа, и большинство из них, включая самого Кацониса, было тяжело ранено. Судно было практически разнесёно на куски, а бо́льшая часть его артиллерии была уничтожена или вышла из строя. Кацонису удалось направить его в гавань на Кее, где оно было блокировано османским флотом. В конце концов Кацонис был вынужден сжечь его, и ему едва удалось сбежать вместе с несколькими близкими товарищами на лодке между османскими кораблями на венецианский остров Китира.

## Итоги
Потери греков составили 565 человек убитыми, 53 ранеными и несколько десятков взятыми в плен, в то время как османы в общей сложности потеряли более 3000 человек убитыми и многих ранеными. Многих кораблей османам пришлось отбуксировать домой, и, по некоторым данным, некоторые из них затонули по пути. Тем не менее, флотилия Кацониса прекратила своё существование как оперативная единица.
Турецко-алжирский флот был встречен триумфально в османской столице Константинополь (совр. Стамбул). Капитан Лейб-гвардии Гренадерского полка Егор Палатино, недавно вступивший в состав флотилии Кацониса и попавший в плен к османам, сообщил, что 17 пленных были публично повешены перед флотом, 6 обезглавлены на глазах у самого султана, а на следующий день ещё 21 человек был казнён. Сам он был спасён от казни только потому, что был известен сераскеру, поскольку до этого он служил посланником Кацониса к османам. Остальные члены экипажа Кацониса, сумевшие добраться до близлежащего острова Андрос, были выслежены алжирцами и даже некоторыми местными жителями за назначенную за них награду и впоследствии были схвачены и казнены. Другие, в том числе будущий адмирал Греческой войны за независимость Николис Апостолис, были спрятаны местными жителями и рыбаками и тайно доставлены на остров Китира. Османы также отвоевали Кею, разрушили там новую базу Кацониса и даже повесили местного священника, проводившего свадьбу Кацониса с Марией Софиану.

## Дальнейшая судьба Кацониса
С оставшимися кораблями Кацонис бежал на Итаку, один из Ионических островов, где ему удалось восстановить свои силы и набрать больше судов. Несмотря на поражение, Кацонис был удостоен чином полковника и Георгиевским крестом IV степени российской императрицей Екатериной II по рекомендации Григория Потёмкина, который писал ей: «В самой неудаче высказывает он неустрашимую смелость. Он потерпел в этом сражении с турками, но сам почти со всеми спасся и, оправясь, пойдёт опять. Он один только дерётся». Кацонис и его новая флотилия продолжили добиваться успехов в борьбе с османским судоходством в Эгейском море. К лету 1791 года Кацонис располагал 21 судном.
Тем временем, однако, победы русских при Мэчине и Калиакре привели к окончанию русско-турецкой войны с заключением перемирия 31 июля (11 августа) 1791 года, за которым последовал Ясский мирный договор. После этого Кацонису было приказано прекратить боевые действия, однако он отказался подчиниться, так как заключённый мирный договор его не устраивал. В мае 1792 года он издал манифест, в котором протестовал против Ясского мира, выражал свои жалобы и разочарования, обвиняя российских политиков в игнорировании борьбы греков за свою независимость. За это Екатерина II лишила его званий и запретила носить российский флаг. Затем Кацонис отправился в Порто-Кагио на полуострове Мани, где собрал суда и продолжил революцию в сотрудничестве с местными маниотами и клефтами. Таким образом, под его контроль оказалось всё судоходство в восточной части Средиземного моря. Однако около 17 (28) июня 1792 года его флотилия была атакована 30 турецкими кораблями. Вскоре на помощь туркам прибыли два французских корабля, поскольку Франция опасалась за свои торговые суда, проходящие через этот район. В результате 3-дневного сопротивления флотилия Кацониса вновь была уничтожена. Самому Кацонису вместе с 20 его последователями удалось бежать в Россию, поселившись в Ливадии в Крыму.